# ЕМР (камуфляж)
ЕМР «Тёмный» (рос. Единая маскировочная расцветка «Тёмный») — піксельний військовий камуфляж, який використовується Збройними Силами Росії з 2008 року. Відомий також під неофіційними назвами Цифра, Цифровая Флора, Русский пиксель та RUSPAT (від англ. Russian Pattern).
Шаблон камуфляжу ЕМР був розроблений 15-м центральним науково-дослідним інститутом Міноборони РФ. Він розроблявся як універсальний мультиландшафтний камуфляжний візерунок, який залежно від використаної колірної гами може бути адаптований до різних ландшафтів зі збереженням його маскувальних властивостей. Використовується як основний камуфляж російської системи бойового однострою «Ратник».
Збройні сили Білорусі та Таджикистану також використовують ЕМР як свій стандартний камуфляж. Однак вважається, що білоруська версія камуфляжу ЕМР має дещо відмінну від російської колірну гаму.
Камуфляж ЕМР також був прийнятий на озброєння низкою підтримуваних Росією невизнаних держав та воєнізованих формувань.

## Історія

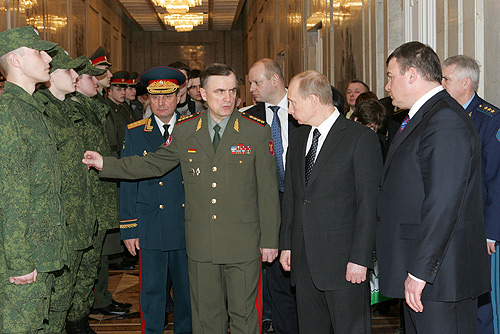
Презентація нових одностроїв з камуфляжем ЕМР в січні 2008 р. президенту Росії В.Путіну

Камуфляж з'явився у 2008 році після того, як було прийнято принципове рішення про заміну старого камуфляжу ЗС Росії «Флора». Вважалось, що оскільки російська «Флора» була схожа на американський камуфляж Woodland та на китайський Тип-87, які ЗС США та ЗС Китаю замінили на нові піксельні камуфляжі UCP у 2004 році та Тип-07 у 2007 році відповідно, для ЗС Росії також було важливо не відставати в цьому процесі.

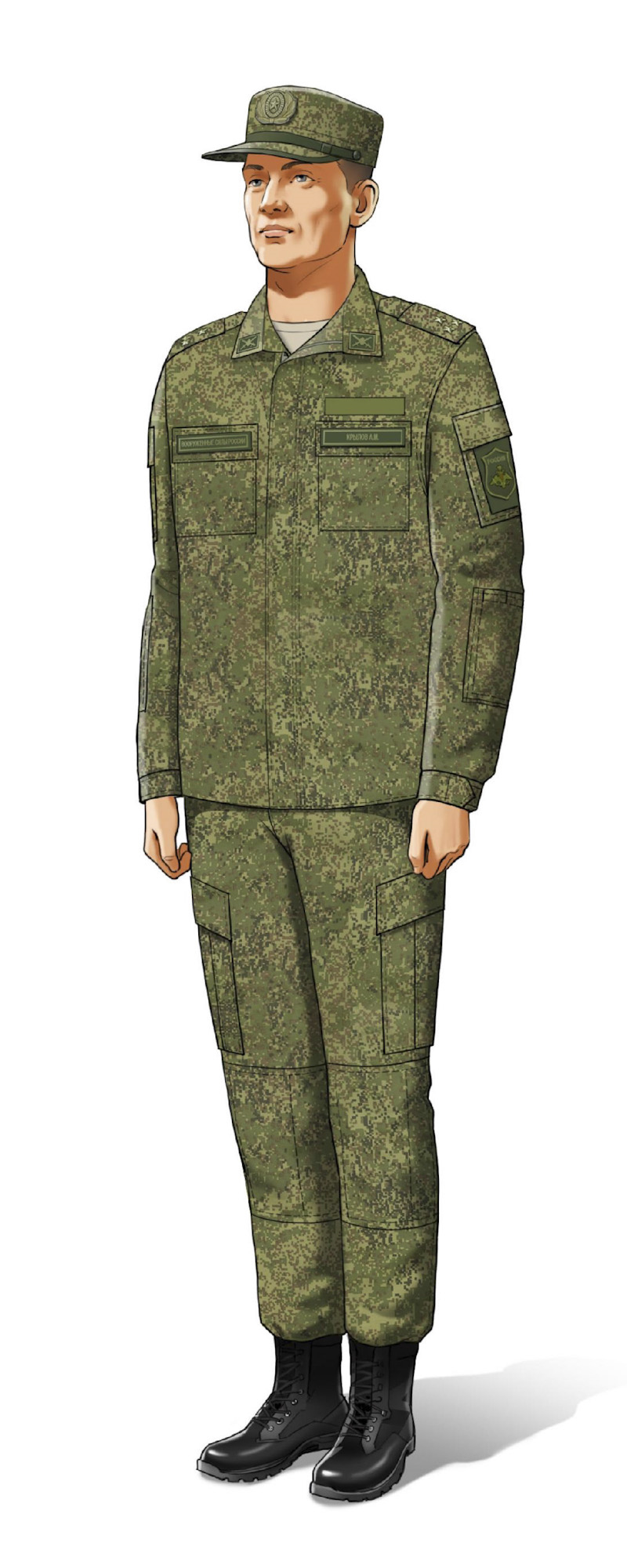
Поточна польова форма ЗС РФ з камуфляжем ЕМР

На створення шаблона камуфляжу ЕМР великий вплив зробив німецький камуфляж Flecktarn, розробникам якого вдалося «поєднати непоєднуване»: дрібні плями, що виконують імітаційну функцію, об'єднані у в колірних гамах так, що утворюють групи більших за розміром плям, які виконують деформаційну функцію.
Повномасштабне прийняття одностроїв з камуфляжем ЕМР почалося у 2011 році
За даними ЦНДІ «Точмаш», тканина, яка використовується в одностроях з ЕМР є водонепроникною, вогнестійкою, міцною на розрив і повітропроникна. Виготовлення тканин з камуфляжем ЕМР замовляють в Китаї через дешевизну виробництва. Залежно від виробника можуть існувати різні варіанти шаблону ЕМР.
У 2017 році повідомлялося, що Національна гвардія Росії припинить використання камуфляж ЕМР і замість цього використовуватиме камуфляж на основі шаблонів «Излом» та «Мох».

## Дизайн
Було створено кілька версій колірних гам візерунка камуфляжу ЕМР, зокрема:
- «Лето» — версія, що складається з пікселів чорних, коричневих та темно-зелених пікселів на світло-зеленому тлі.
- «Зима» — зимовий сніговий камуфляж з сірими й чорними пікселями на білому тлі.
- «Пустыня» — пустельна версія з бежевими, сірими та коричневими пікселями на пісочному тлі.
- «Север» — камуфляж для роботи в арктичних умовах з блакитними й салатовими пікселями на білому тлі.
- «Степь»
- «Горы»
- «Город» — урбаністична версія.

## Користувачі
- Білорусь: камуфляж ЕМР з незначно зміненою колірною гамою використовують Збройні сили Білорусі[5][11]. Вперше камуфляж побачили на парашутистах з 38-ї повітрянодесантної бригади[12].
- Беліз: в жовтні 2011 клони камуфляжу ЕМР прийняті Збройними силами Беліза на заміну їх старого нецифрового камуфляжу[12][13].
- Росія: з 2008 року використовується Збройними силами Росії на заміну камуфляжу «Флора»[6].
- Таджикистан: використовується Збройними силами Таджикистану[12].

### Невизнані держави
- Абхазія
- «ДНР»[14][15]
- «ЛНР»[14][15]
- Південна Осетія[12]
- Придністров'я[16]

## Галерея

### Росія

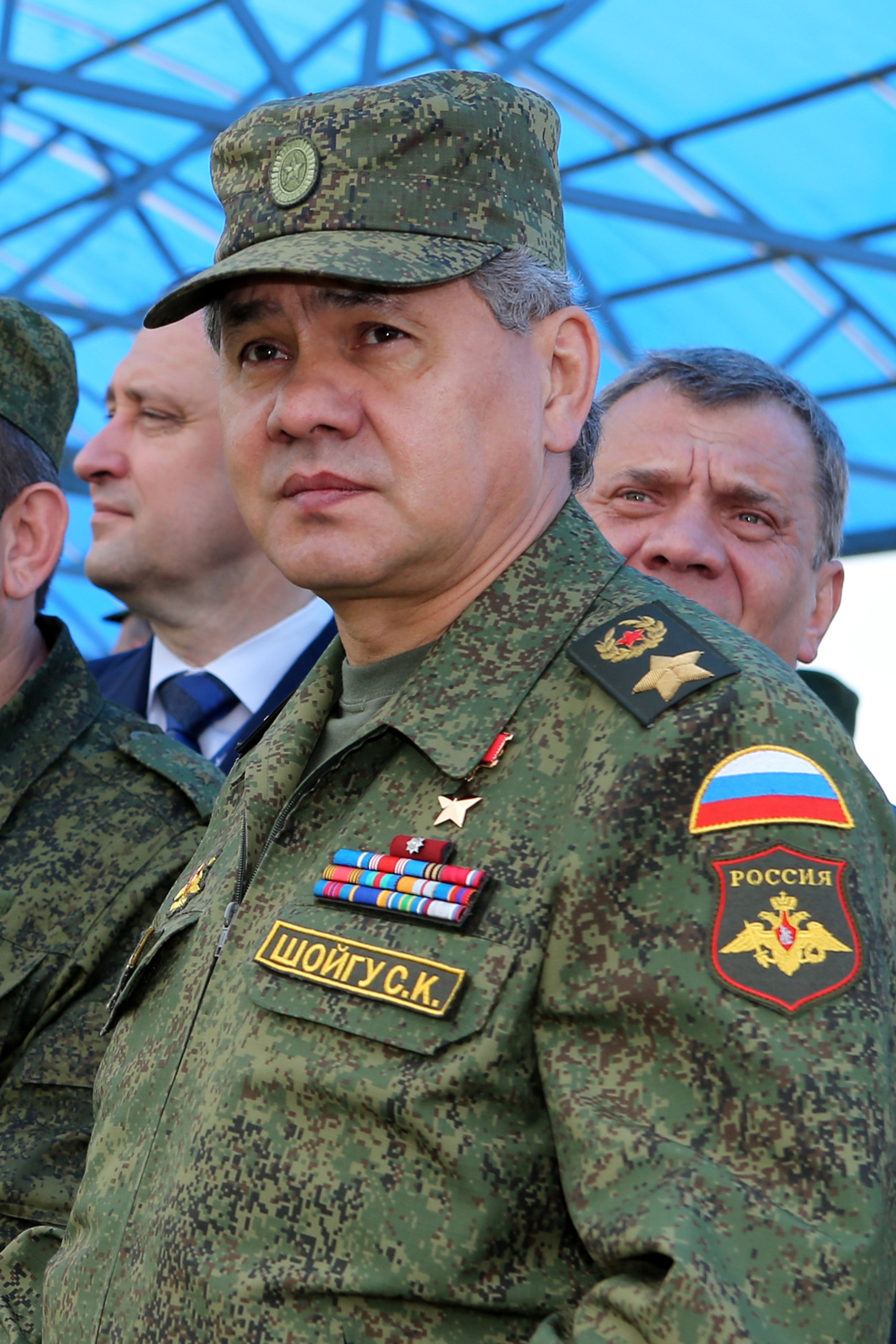
Міністр оборони Росії генерал Сергій Шойгу в польовій формі
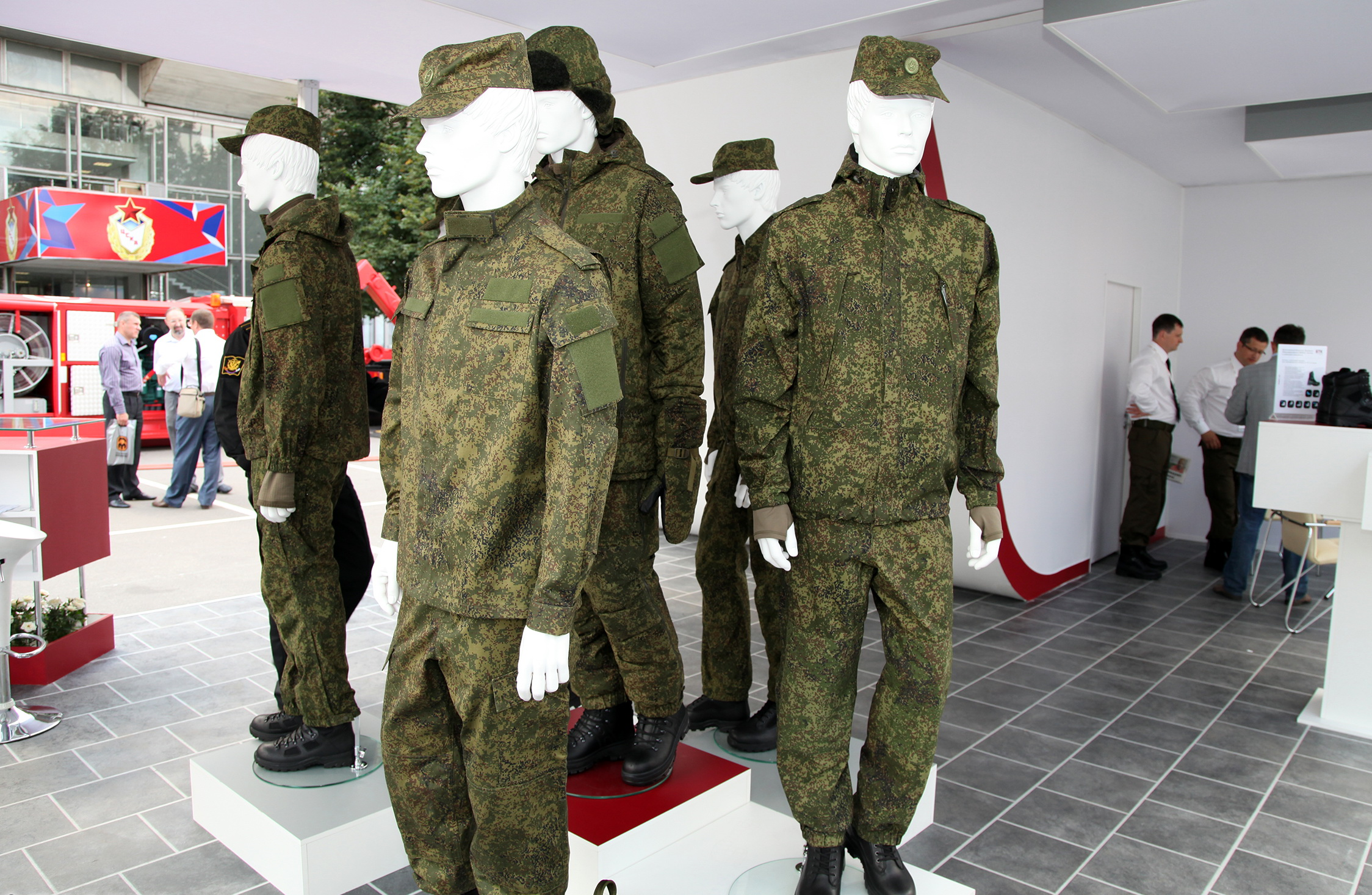
Демонстрація одностроїв з камуфляжем ЕМР
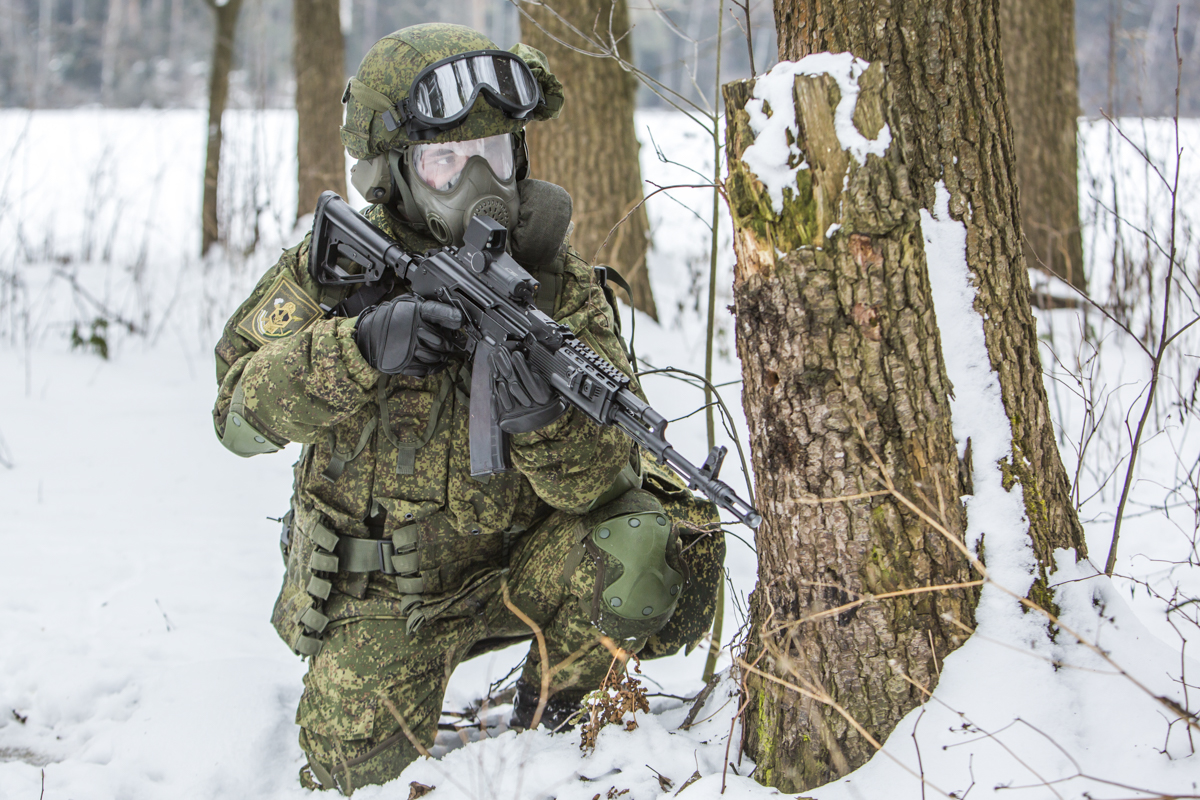
Російський солдат в бойовому спорядженні «Ратник» на навчаннях
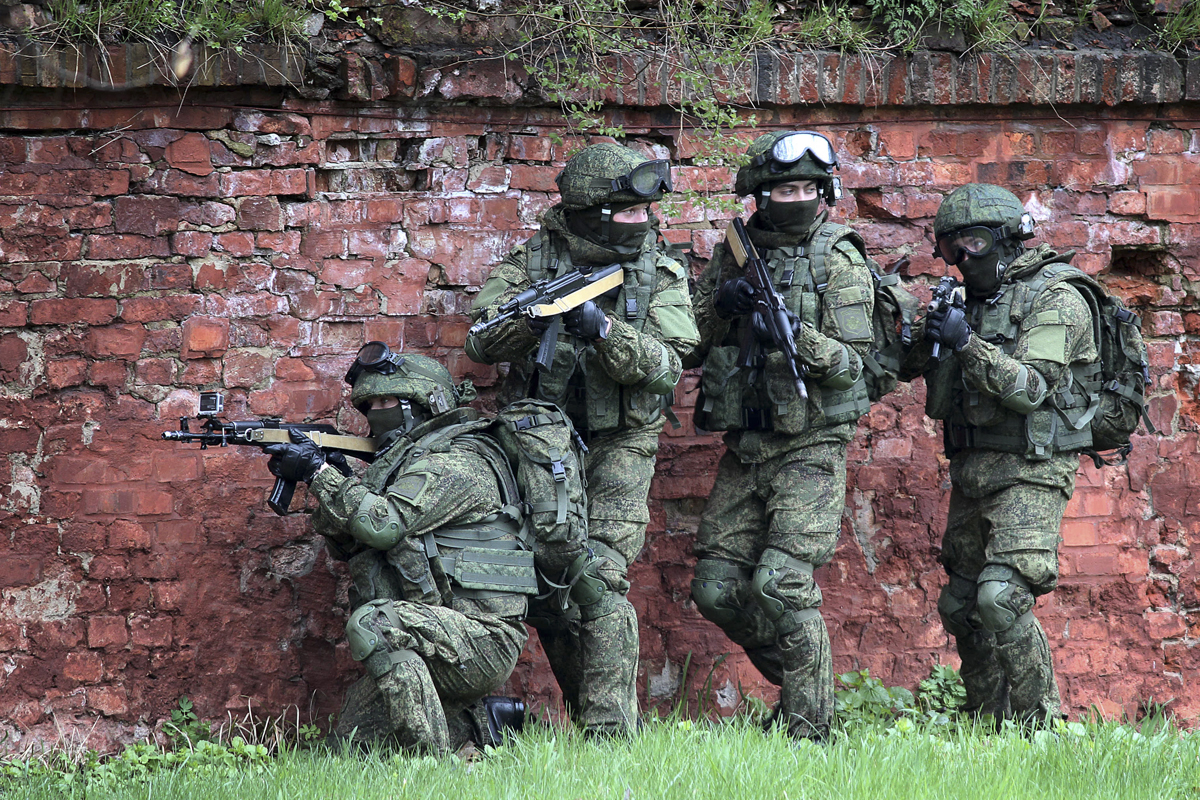
Повітрянодесантні війська Росії проводять наземні операції
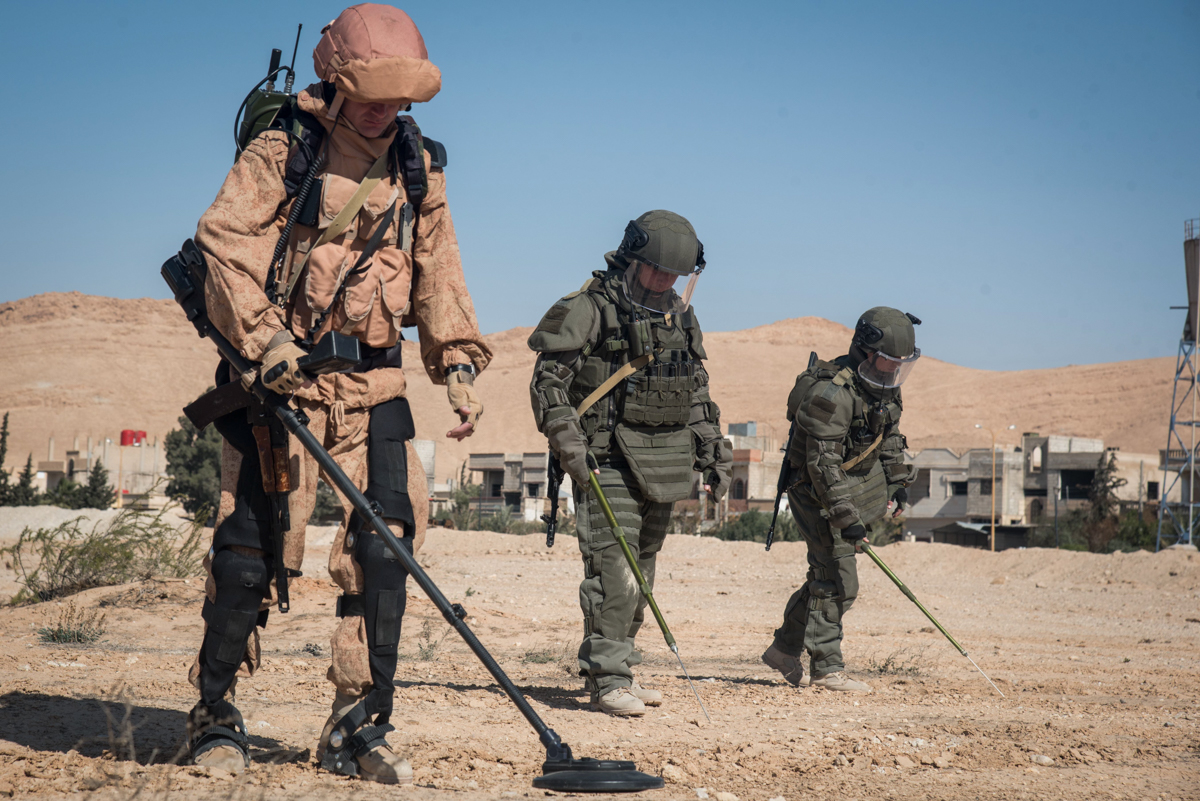
Російські сапери в сирійській Пальмірі. Солдат ліворуч одягнений у пустельну версію камуфляжу ЕМР
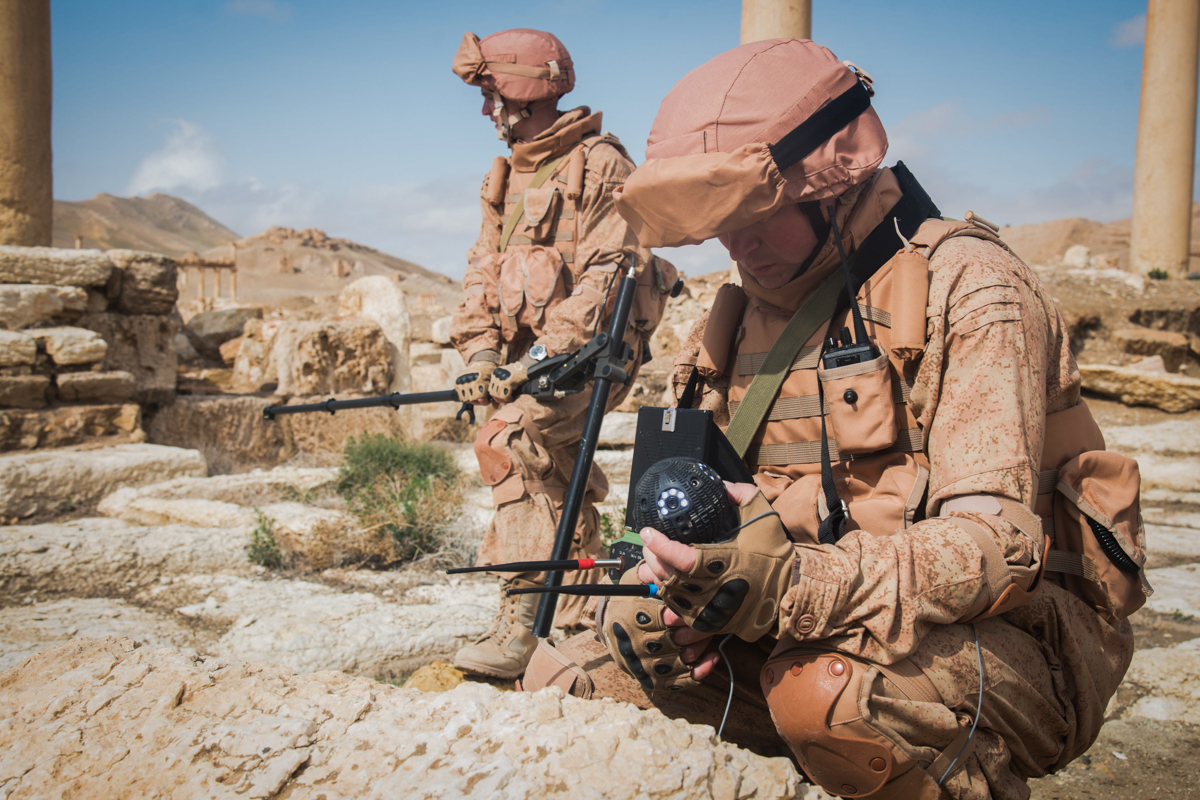
Російські сапери в сирійській Пальмірі у пустельній версії камуфляжу ЕМР
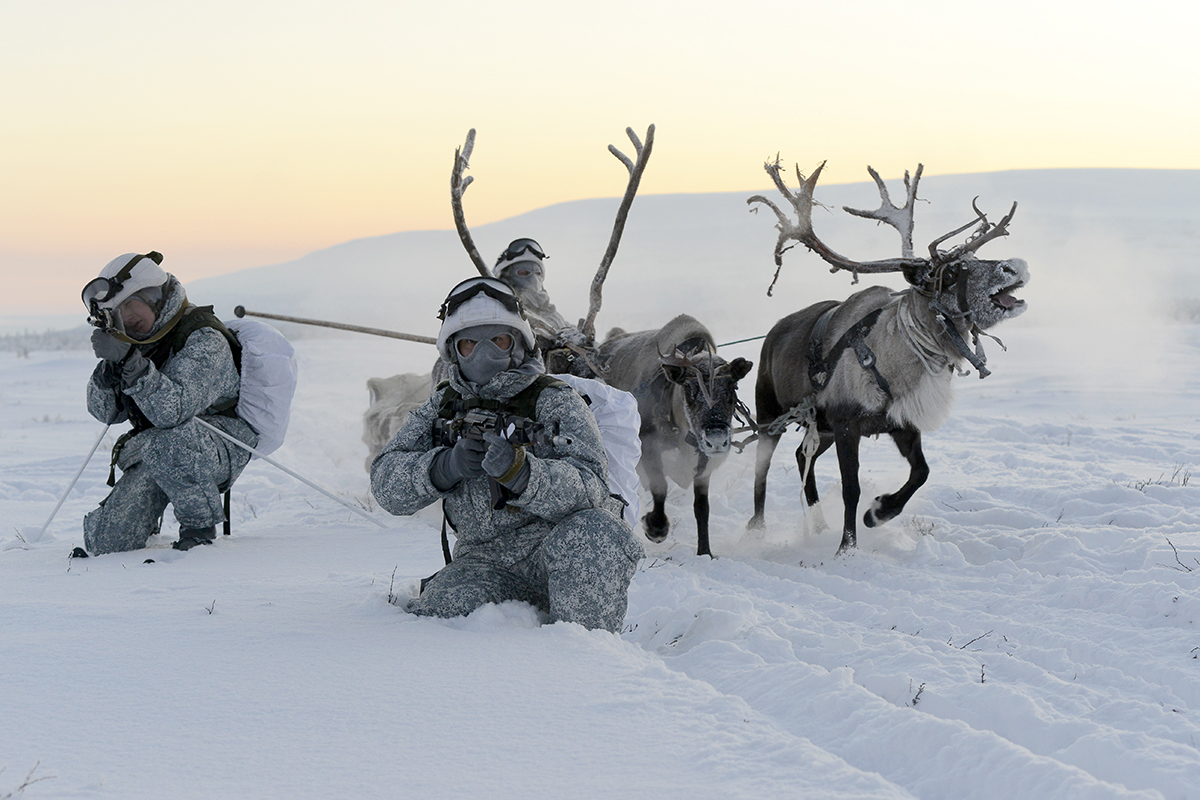
Бійці 80-ї окремої бригади в арктичній версії камуфляжу ЕМР "Север"
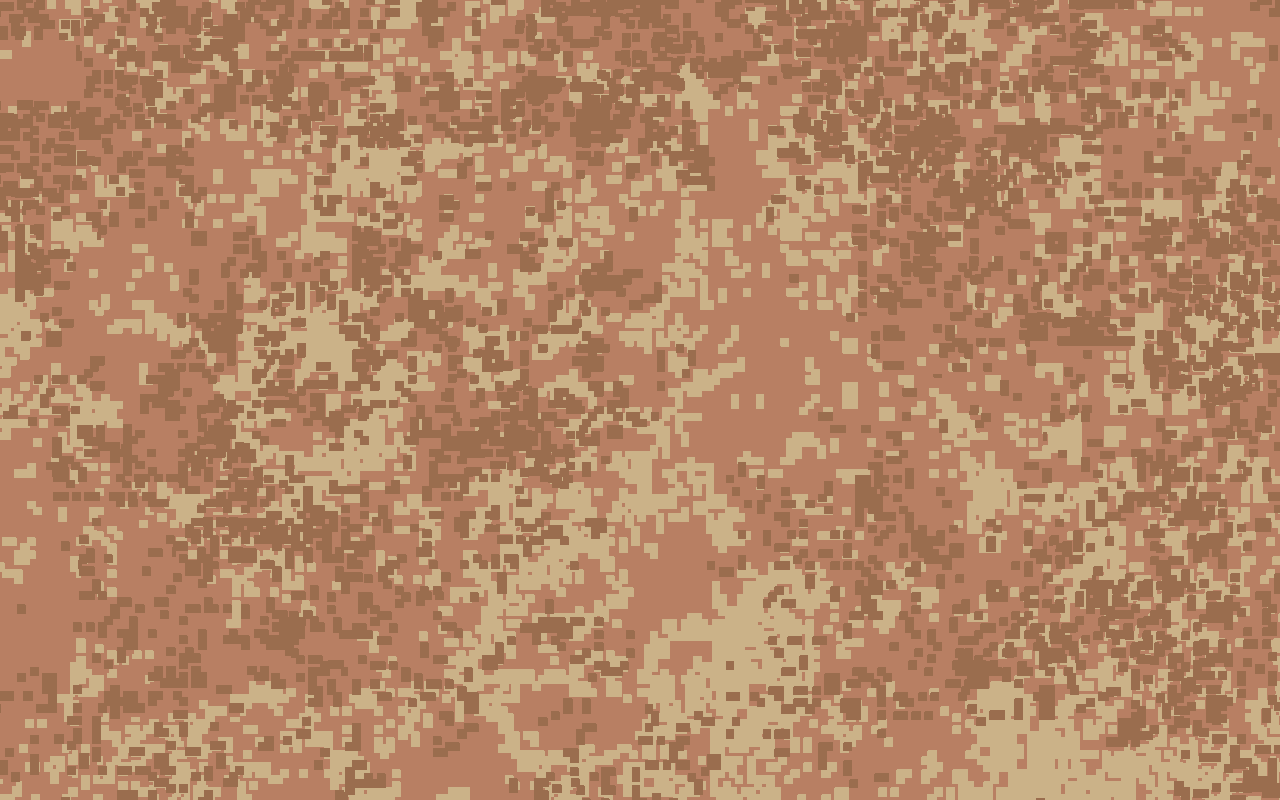
ЕМР "Пустеля"
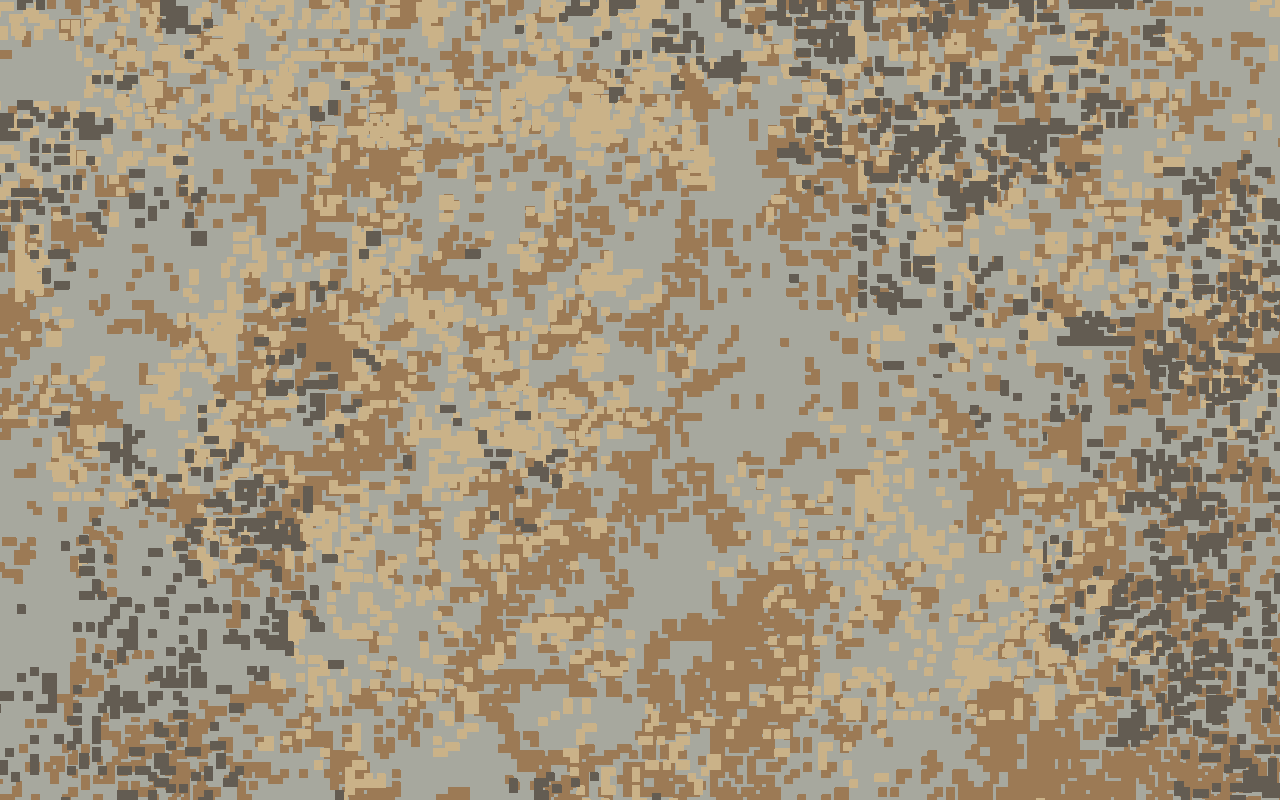
ЕМР "Осені"
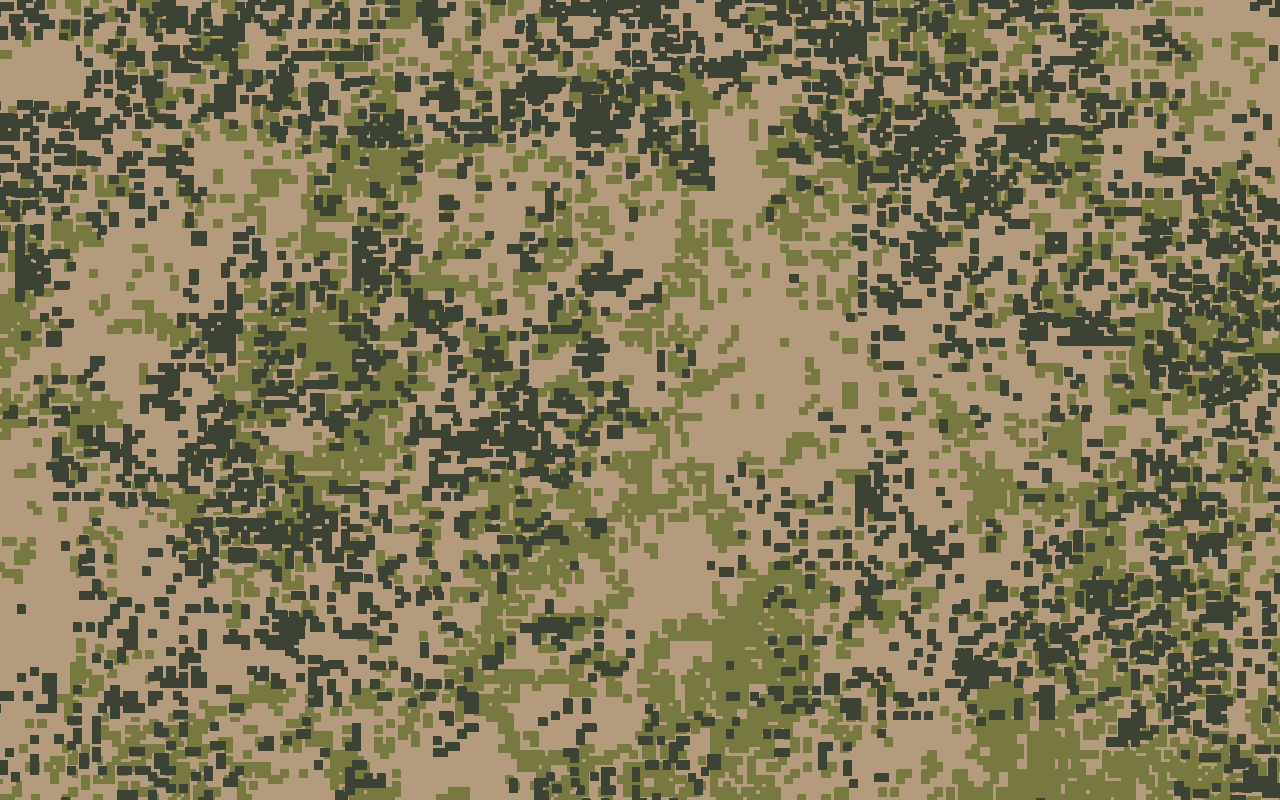
ЕМР "Весна"
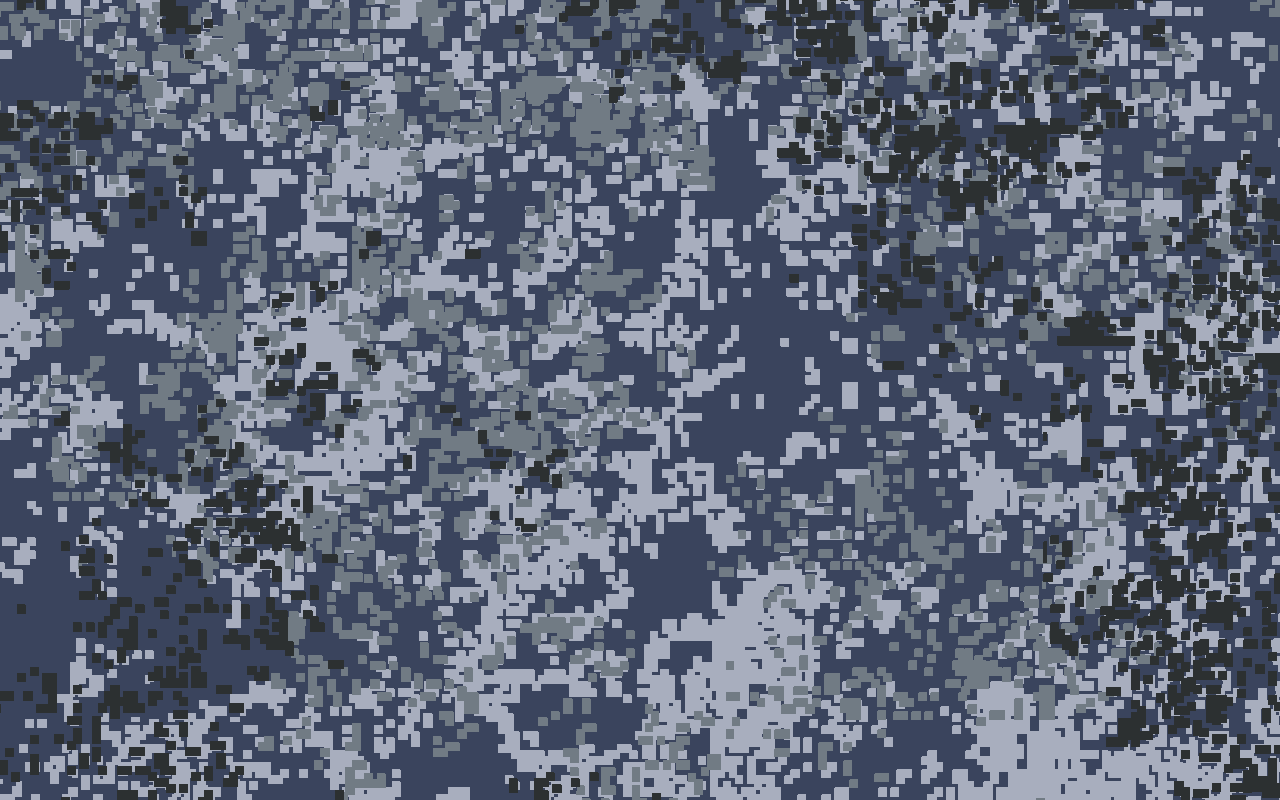
ЕМР "Місто"
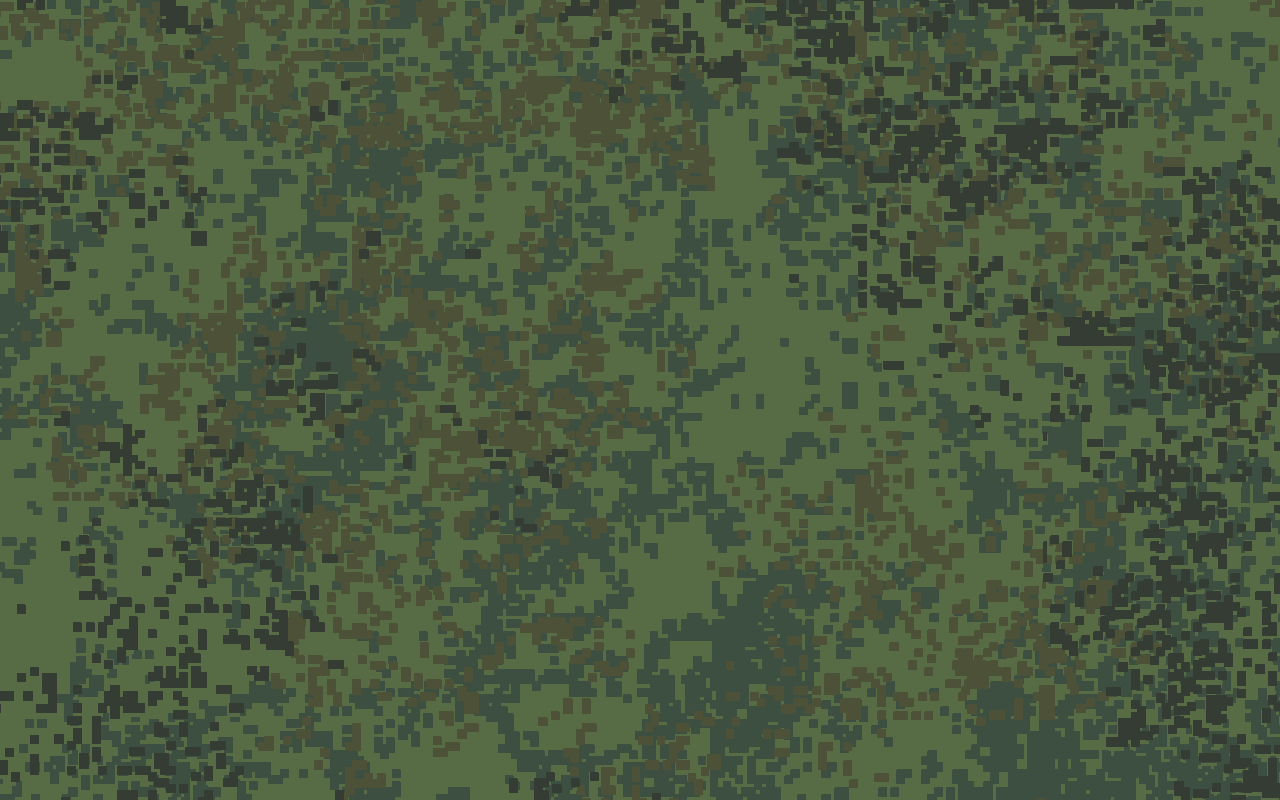
Зелені чоловічки ЕМР
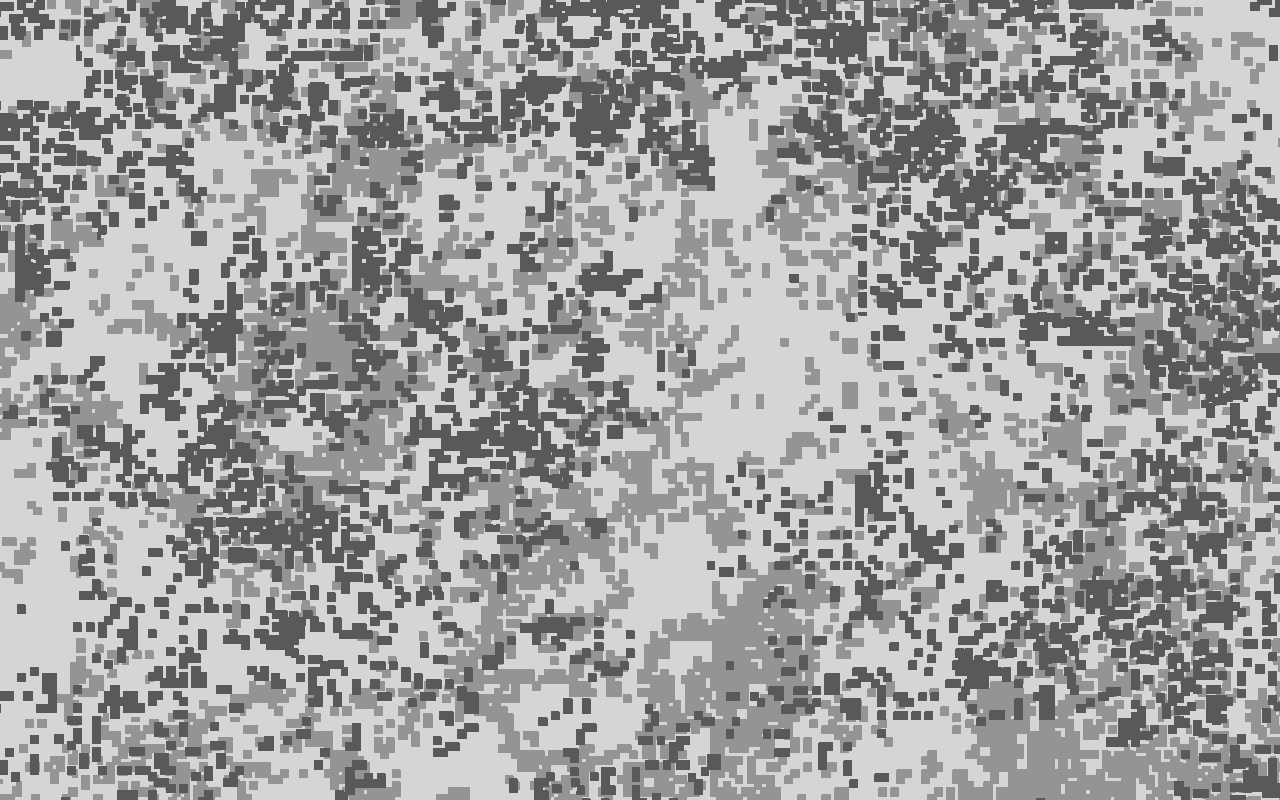
ЕМР "Арктичний"
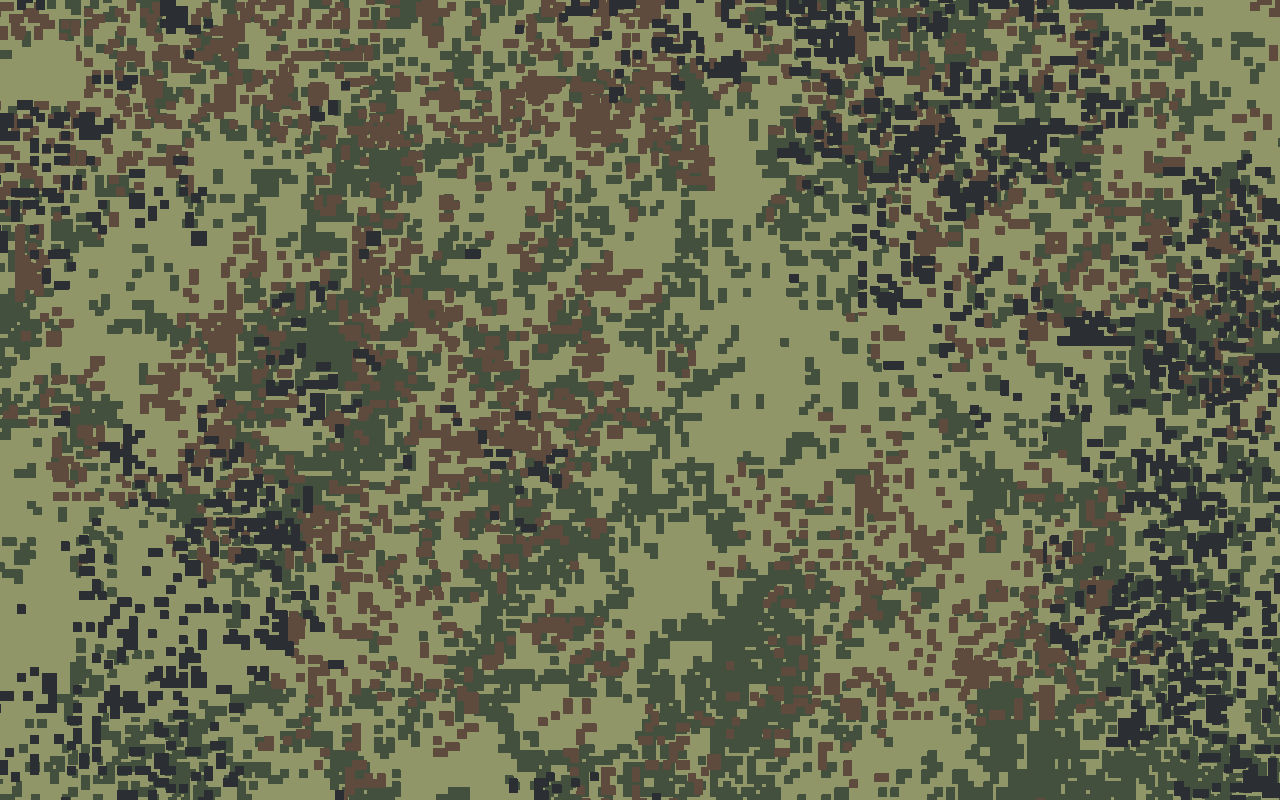
ЕМР "Літо"
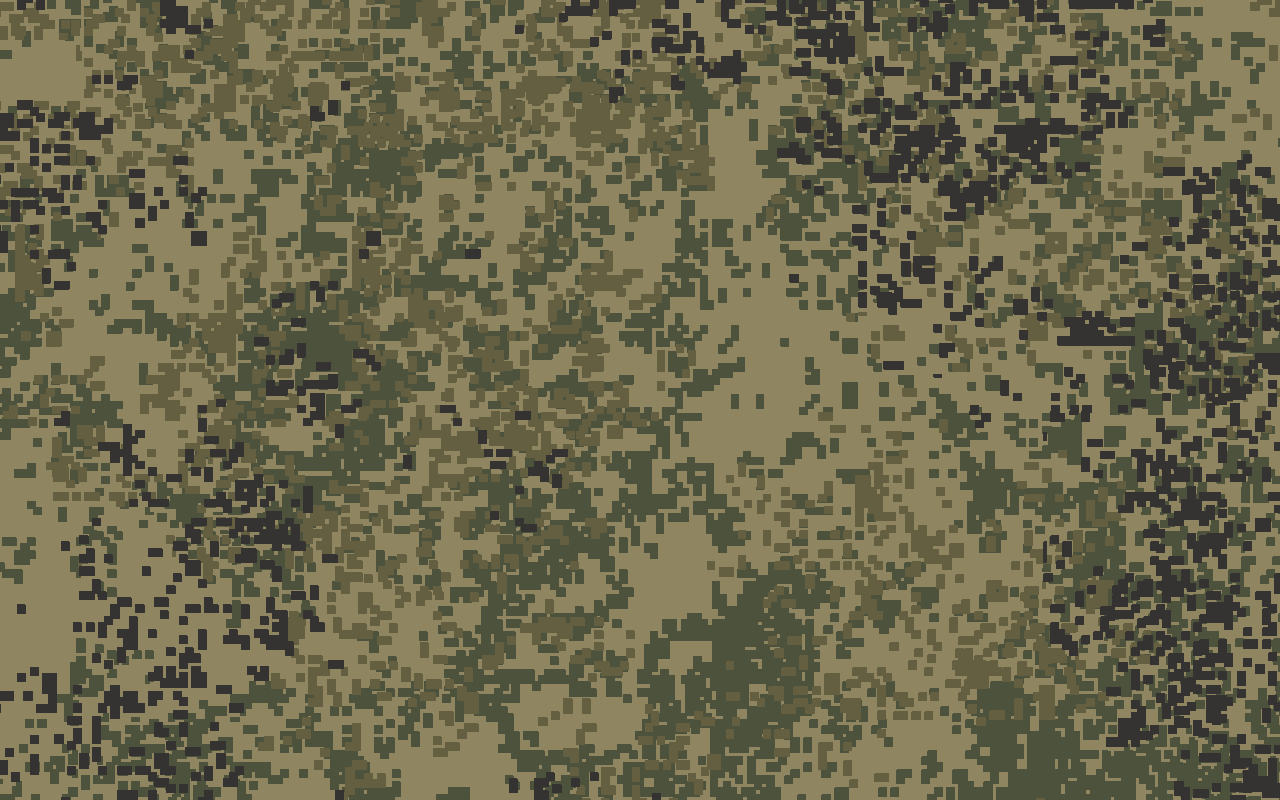
Білоруський ЕМР

### Білорусь

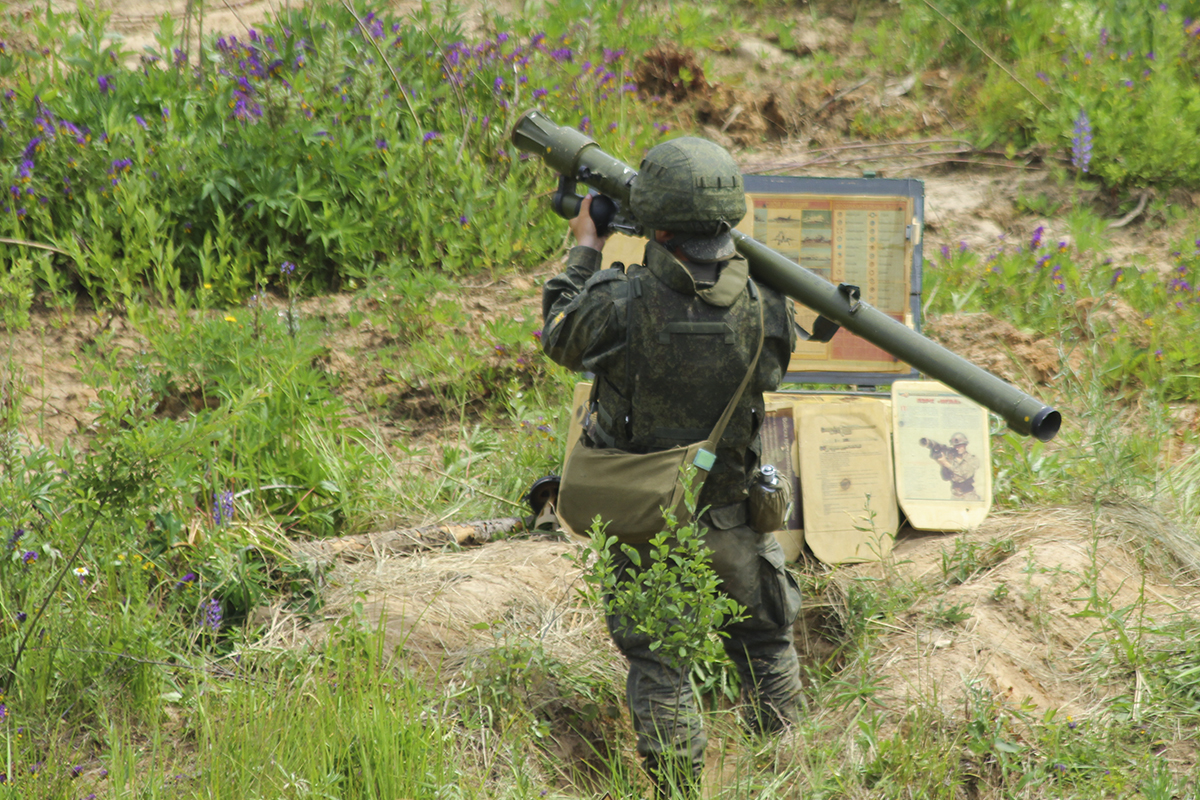
Білоруський солдат у формі з камуфляжем ЕМР

### Таджикистан

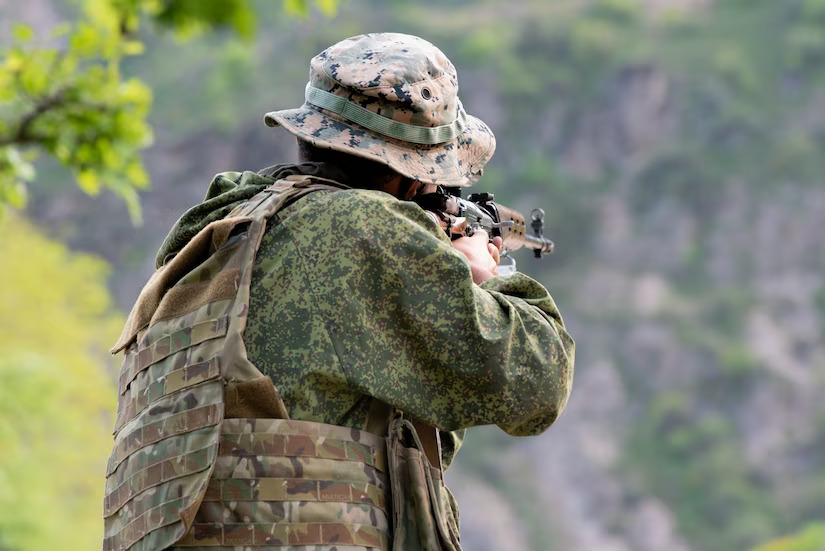
Таджицький солдат у формі з камуфляжем ЕМР

### Терористичні угрупування "ДНР" та "ЛНР"

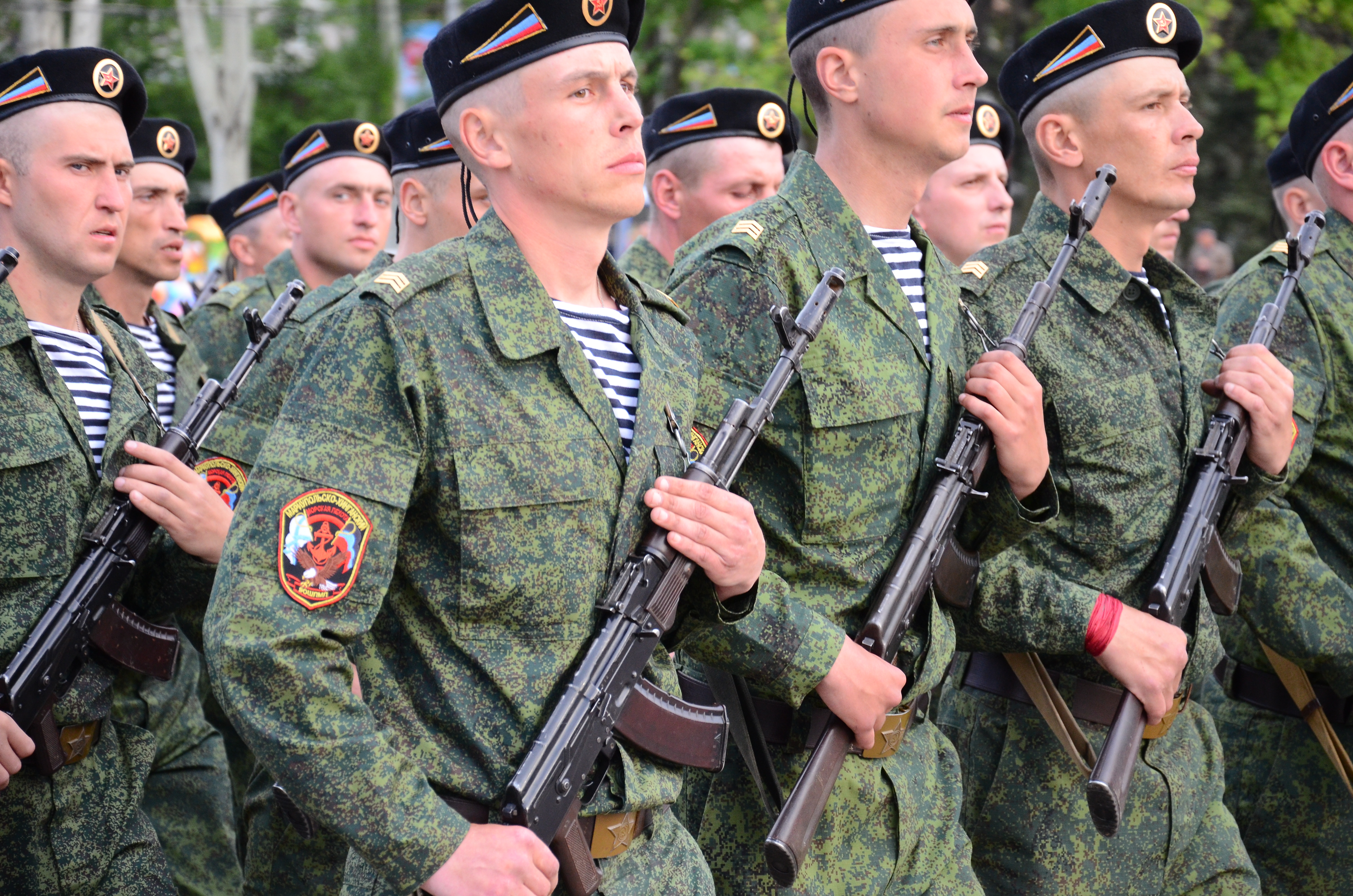
Морські піхотинці "ДНР" в одностроях з камуфляжем ЕМР (Донецьк, 2016 рік).
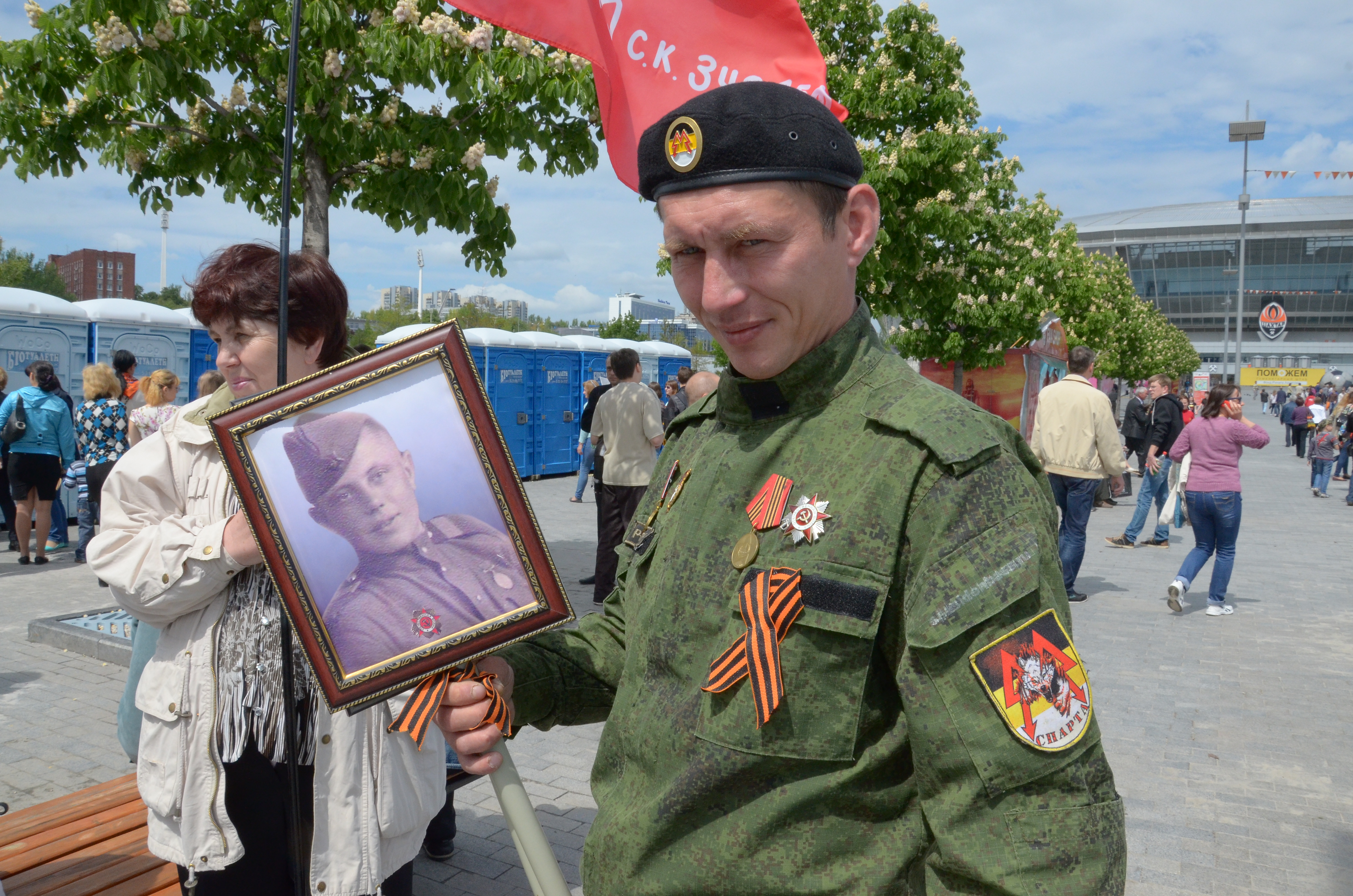
Бойовик батальйону «Спарта» у формі з камуфляжем ЕМР. (Донецьк, 2016 рік).